# Hiltruper See
Der Hiltruper See, nach seinem ersten Pächter auch als Steiner See bezeichnet, ist ein durch Sandabbau entstandener See südlich von Münster in Hiltrup. Er liegt direkt auf dem Münsterländer Kiessandzug. Im Süden und Osten schließt sich das Waldgebiet der Hohen Ward an. Nördlich des Sees verläuft die Neue Fahrt des Dortmund-Ems-Kanals.
Die Anlage des Sees begann im Jahre 1913/14 mit dem Abbau von Sand, der vor allem für den Bau der Bahnstrecke Preußen–Münster zwischen Münster und Capelle benötigt wurde. Ab 1920 wurde der Hiltruper See erstmals von dem Dortmunder Fabrikanten Steiner gepachtet, der bis 1925/26 eine Forellenzucht betrieb. Bis 1967 wurde aber weiter Sand aus dem See gewonnen. Wegen der Bedeutung des Kiessandzuges für die Trinkwassergewinnung der Stadtwerke Münster wurde der Sandabbau eingestellt.
Der gesamte Kiessandzug von der Alten Fahrt des Dortmund-Ems-Kanals im Nordwesten bis an die Aue der Werse am Südostende der Hohen Ward ist seit dem Jahr 1963 als Wasserschutzgebiet ausgewiesen. Seitdem gilt am Hiltruper See auch ein Badeverbot, obwohl bis dahin eine offizielle Seebadeanstalt betrieben wurde. Dennoch ist der Hiltruper See mit seiner Umgebung eines der beliebtesten Naherholungsgebiete Münsters, das durch zahlreiche Fahrrad-, Reit- und Wanderwege erschlossen ist. Der Hiltruper See ist ebenfalls durch den „Naturlehrpfad Hohe Ward“ erschlossen. Startpunkt ist am Parkplatz an der Straße „Zum Hiltruper See“ nahe der Westfalenstraße. 
Am nördlichen und nordwestlichen Ufer befinden sich seit 1968 ein Freibad, die Anlage eines Segelclubs, eine Tennisanlage und ein Hotel.